# واسلوف ویلکی
واسلوف ویلکی (به لاتین: Wasylów Wielki) یک روستا در لهستان است که در گمینا اولخووک واقع شده‌است. واسلوف ویلکی ۵۱۰ نفر جمعیت دارد.